# Bob Ross
Bob Norman Ross (Florida, 29. listopada 1942. – New Smyrna Beach, 4. srpnja 1995.), američki slikar i televizijski voditelj. Najpoznatiji je bio kao voditelj serijala "The Joy of Painting" koji je sam osmislio i vodio.

## Život i djelo
Bob Ross rođen je 29. listopada 1942. u Daytona Beach na Floridi, a umro je 4. srpnja 1995. u New Smyrna Beach od posljedica limfoma. U mladosti je proveo deset godina vodeći zdravstvene kartone za Američko ratno zrakoplovstvo. Pošto je bio stacioniran u Aljaski brzo se sprijateljio s prirodom i počeo slikati nezaboravne pejzaže. Također je zavolio i životinje pa se često brinuo za malene vjeverice sve dok ne bi bile dovoljno stare da ih pusti natrag u prirodu. Svoje je životinje često i snimao i prikazivao za vrijeme emisije.
Bob je po struci bio mehaničar, ali se time nikada nije bavio. Bio je oženjen dvaput. S prvom ženom Lidijom imao je sina Stevena. Brak im je završio razvodom 1981. godine. Druga žena bila mu je Jane koja je 1993. umrla od posljedica raka.

## Televizijska emisija
The Joy of Painting (u prijevodu Radost slikanja), televizijska emisija koju je Bob sam osmislio i vodio, prikazivala se od 1983. do 1995. na Američkim nacionalnim TV postajama. Od 2006. emisija se reprizira na mnogim svjetskim televizijskim postajama kao što su Real time TV ili BR-alpha. Svaka epizoda emisija traje pola sata. Za to vrijeme Bob gledateljima daje upute za stvaranje neke slike i vodi ih kroz postupak slikanja. Korištenje velikih kistova i samo osnovnih boja omogućilo mu je da sliku završi u samo nekoliko desetaka minuta. U slikanju je koristio "Wet-on-Wet" (mokro na mokro) tehniku u kojoj slikar dodaje boju na još mokru podlogu umjesto da čeka da se prvi sloj boje osuši. Za vrijeme emisije uvijek je govorio da u svijetu koji stvara na platnu "nema grešaka, već samo male sretne nezgode" (prevedeno). Njegova je teorija bila da svaki čovjek ima talenta za slikanje, samo ga treba razviti vježbom. Njegov najdraži dio emisije bilo je ćišćenje velikog kista kojega bi nakon umakanja u sredstvo za čišćenje udarao u rub stalka za slike ili glavu snimatelja. To ga je ponekad toliko zabavilo da se naglas smijao.
Nakon što je emisija postigla veći uspjeh pokrenuo je i vlastitu liniju pribora za slikanje i video-kaseta sa snimkama emisija i uputama za slikanje. Pribor za slikanje i video lekcije možete naručiti na njegovoj internet stranici.
Nakon Bobove smrti njegove su slike donirane u dobrotvorne svrhe ili dodijeljene TV postajama na kojima se prikazivala njegova emisija.

## Vanjske poveznice
- Ross - službena web-stranica[neaktivna poveznica]
- Real Time TV[neaktivna poveznica]
- TV  Arhivirana inačica izvorne stranice od 18. ožujka 2008. (Wayback Machine)